# A halál dalai és táncai
A halál dalai és táncai (oroszul: Песни и пляски смерти) Modeszt Petrovics Muszorgszkij zongorára és énekhangra írt dalciklusa, amelyet Golesnyiscsev-Kutuzov költő versei felhasználásával komponált 1875 és 1877 között.

## A mű születése
Muszorgszkij 1873 nyarán ismerkedett meg Arszenij Arkagyevics Golenyiscsev-Kutuzov (1848–1913) költővel, amikor egy baráti társaságban elzongorázta egyik új művét, a Rajokot (magyar címe: Bűvös szekrény). A társaságbeliek véleményt mondtak az alkotásról, sokféle vélemény elhangzott, de Golenyiscsev-Kutuzov élesen bírálta a darabot. Vitájukat kora hajnalig folytatták – immár a költő lakásán. „Csak az ablakon betekintő hajnal emlékeztetett, hogy ideje volna elválnunk. Elváláskor erősen megszorítottuk egymás kezét, de azzal a tudattal váltunk szét, hogy sokkal több a közös közöttünk, mint egy néhány órával azelőtt feltételeztük volna, és hogy gyakran kell majd találkoznunk” – írta a költő. A vitából egy életre szóló barátság született, Muszorgszkij a költő több művét is megzenésítette (Nap nélkül, A halál dalai és táncai).
A dalciklus meglehetősen nehezen született meg (ne feledjük, ez már a zeneszerző emberektől való elfordulásának kezdeti időszaka): 1875 februárjában készült el a Trepak, áprilisban a Bölcsődal, májusban pedig a Szerenád. Muszorgszkij további dalokat is tervezett beilleszteni a sorozatba, az Anyika harcos és halált, a Fiatal asszony halálát, A politikai száműzött halálát és A hadvezért. Ezek közül csak az utóbbi valósult meg, 1877 júniusára készült el vele. Muszorgszkij szívesen foglalkozott a halál témájú dalciklussal, amit az alkohol hatása, akkori borús gondolatai is magyaráznak. De magyarázza ezt az is, hogy a korabeli Európa művészeti életét, különösen pedig az orosz lelket – még a folklórt is – át- meg átszőtte a halál témája. Golenyiscsev-Kutuzov megzenésített verseiben a halál mindig más és más szerepben, hangulatban szólal meg, hol altatódalt énekel a gyermeknek, hol ivócimboraként altatja fagyhalálba a részeget, máskor szerenádot ad a fiatal lánynak, aztán pedig hadvezérként tekint végig a harcmezőn.

## A zene
A halál gondolata erőteljesen foglalkoztatta a kor művészetét. A zenében elég emlékeztetni Liszt Haláltáncára, Saint-Saëns Haláltáncára, Schubert A halál és a lánykájára, de magának Muszorgszkijnak az operáiban is fontos dramaturgiai szerepe van a halálnak (Borisz Godunov, Hovanscsina). A haláltánc variációs műfaj, amelyben a változatokat a halandók típusai jelentik. Eszerint épülnek fel Golenyiscsev-Kutuzov versei is, amelyekben a halál mindig más és más alakban szól az áldozataihoz.
A Bölcsődalban („Колыбельная”) anya virraszt beteg gyermeke bölcsőjénél. A nesztelenül megjelenő halál pihenésre kéri az anyát, aki kétségbeesve tiltakozik, de a halál altatódalba kezd. Az orosz szövegben tragikus kifejezőerővel hangzik fel a halál altató refrénje: „Bájuski, báju, báj”. A Szerenád („Серенада”) a második dal. Beteg fiatal lány nem tud elaludni tavaszi éjszakán, ablaka alatt megszólal a halál szerenádja, aki egy szerelmes lovag képében jelenik meg, és a szenvedései alóli megváltást ígér a lánynak. A dallam jellegzetes szerenád-hangja az Egy kiállítás képeiből lehet ismerős. A harmadik dal a Trepak („Трепак”). A trepak egy orosz néptánc, ami azonban itt haláltánccá változik. A téli viharban hazafelé tántorgó kapatos muzsikot a halál pihenésre igyekszik rábírni, hóból vet neki ágyat, altatódalt énekel neki. A dal rövid zongorahangzattal indul, ami a kihalt, viharos tájat jellemzi. A továbbiakban, a halál dalánál a táncdaljelleg van jelen, hogy a végén ismét a sivár tájat lássuk. A hadvezér („Полководец”) a legkésőbb készült dal. A dal a kegyetlen csata leírásával kezdődik, majd jön az éjszaka, és a halál a hadvezér képében tekint végig a síkon. Sötét indulóval jelenik meg, és baljós hangú dalában örök békét, magukat bezáró sírt ígér az elesetteknek, a haldoklóknak.
A dalciklusnak készült zongora- és zenekari kíséretes változata is. A zenekari hangszerelést először Glazunov és Rimszkij-Korszakov végezte el, röviddel Muszorgszkij halála után. 1962-ben Sosztakovics új hangszerelést készített. Kerekes István is készített egy hangszerelést, amelynek a bemutatója 2008. június 18-án volt a Miskolci Nemzetközi Operafesztivál keretében, ahol Polgár László énekelte a dalokat. A dalciklust sok neves énekes műsorára tűzte. A Sosztakovics-féle hangszerelés eredetileg Galina Visnyevszkaja számára készült, de általában basszus és bariton énekesek adják elő, a zongora- és a zenekari kíséretes változat is népszerű.

## A szöveg
| Bölcsődal Felnyög a gyermek. A gyertya tövig égve bágyadtan pislog körbe. Egész éjjel, a bölcsőt ringatva, az anya nem merülhetett álomba. Korán, jó korán az ajtón óvatosan a halál, a könyörületes bekopog! Összerezzent az anya, s hátratekint nyugtalanul… „Miért ijedsz meg, kedvesem? A sápadt hajnal már benéz az ablakon. Sírástól, bútól, szeretettől te már elfáradtál. Szundíts csak egy kicsit, én majd itt ülök helyetted. Te nem tudtad megnyugtatni gyermekedet, én majd édesebben dalolok.” „Hallgass! Gyermekem hánykolódik, vergődik, a lelkem kínozza!” „No de mellettem hamar lecsillapodik. Csicsijja, csicsijja, csicsijja!” „Arca sápadt, légzése gyengül… Hallgass már, könyörgök!” „Jó jel: csitul már a szenvedése. Csicsijja, csicsijja, csicsijja!” „Menj innen te átkozott! Hízelgő szavaddal megölöd egyetlen örömömet.” „Nem, én békés álmot hozok a gyermeknek. Csicsijja, csicsijja, csicsijja!” „Könyörülj, várj, ha csak egy pillanatra is, szörnyű daloddal!” „Látod, elaludt csendes énekemtől. Csicsijja, csicsijja, csicsijja.”                                    | Szerenád A gyönyör varázslatos, az éjszaka mélykék, remegő, tavaszi sötétség… Figyeli lehajtva fejét a beteg lány az éji csend susogását. Az álom nem zárja le csillogó szemeit, az élet örömökre hívja; és az ablakocska alatt éjféli csöndben a halál szerenádot énekel: „A rideg fogság sötétjében fiatalságod elhervad; én, az ismeretlen lovag csodás erővel kiszabadítalak téged. Állj fel, nézz magadra: arcod a szépségtől áttetszően ragyog, arcocskád piros, alakodat, mint felhőcske, hullámos hajad átfonja. Figyelő szemed égkék ragyogása fényesebb mint az égbolt, vagy a tűz. Déli nap hevével tüzel lélegzeted. Te elvarázsoltál engem. Érzékeidet megigézte szerenádom, lovagodat a te suttogásod hívta. A lovag eljött az utolsó jutalomért, a mámor órája elérkezett. Törékeny tested mámorítóan remeg. Ó, megfojtalak, oly szorosan ölellek; Hallgasd szerelmes suttogásom… hallgass... az enyém vagy!” |
| Trepak Az erdő és a tisztás teljesen kihalt. Hóvihar sír és nyög; úgy sejlik, mintha az éji sötétben felbőszülten rejtegetne valakit. Nézd, valóban! A sötétben a muzsikot átöleli a halál, dédelgeti, a cimborával kettesben trepakot táncol, fülébe dalt dúdol: „Ó, muzsikom, öregem, szegénykém, az itókát felhajtottad, kedveském; a hóvihar pedig, az a boszorkány, feltámadt, a mezőről váratlanul a sötét erdőbe űzött. A bútól, bánattól meg a szegénységtől gyötörten feküdj le, pihenj le, aludj egyet, aranyoskám! Téged galambocskám hóval melegítelek, körülötted nagy játékba kezdek. Vesd csak az ágyat, te szélvész-szerető! Hej, kezdjél rá, zendíts rá, fergeteg! Egy mesére, de olyanra, hogy egész éjjel tartson, hogy az a részeges majd tőle mélyen aludjon. Ó, erdők, égbolt és felhők, sötétség, szelecske, meg te, szállongó hó, pólyáljátok be takaróval, hópihével, az öreget, mint a kisdedet, betakargatom. Aludj barátocskám, muzsikom boldogan, a nyár megjött, kivirágzott! A róna fölött a napocska mosolyog sarlók sorjáznak, dalocska szállong, repkednek a galambok.” | A hadvezér A csata dübörög, páncélok villognak, rézfegyverek bömbölnek, ezredek futnak, lovak vágtatnak, vörösen rohannak a folyók. Lángol a déli nap, az emberek csatáznak! Lehanyatlott a napkorong, de a harc egyre erősebb. Az alkony sápadt, de az ellenfelek mind elkeseredettebben és dühödtebben küzdenek! És leszállt az éj a harc mezején. A csapatok a sötétben szétszéledtek… Minden elcsendesült és az éji ködben a sóhajok az égbe szállnak. Ekkor a holdnak fényében, harci lován, csontok csillogó fehérségével megjelent a halál. És csendben hallgatva a siránkozást és az esdeklést, büszke elégedettség töltötte el, s mint hadvezér a csata helyét, körös körül végigjárta. A dombra felmenve körültekintett, megállt és mosolygott… és a harcmező felett mint a végzet áradt a hangja: „Véget ért a csata! Én mindnyájatokat legyőztelek. Előttem mind meghunyászkodtatok, harcosok! Az élet benneteket egymás ellen fordított, ám én kibékítlek. Együtt keljetek fel a szemlére, halottak! Ünnepélyes indulóra előttem elvonuljatok! Hadseregem, megszámlállak benneteket, aztán a földbe helyezzétek csontjaitok, édes lesz a földben az életet kipihenni! Évek repülnek láthatatlanul az évek után, az emberekben elmúlik az emléketek, de én nem felejtek! Felettetek hangosan lakomát ülök majd egy éjféli órán. Vad táncommal a nedves földet letaposom, hogy a síri nyugalomból csontjaitok soha fel ne kelhessenek, hogy a földből senki fel ne támadhasson!” |